# 龙腾街道 (汕头市)
龙腾街道是中华人民共和国广东省汕头市龙湖区下辖的一个街道办事处。

## 行政区划
龙腾街道下辖以下村级行政区划单位：
妈屿社区和胜利社区。